# Fimbristylis triflora
Fimbristylis triflora là loài thực vật có hoa trong họ Cói. Loài này được (L.) K.Schum. ex Engl. mô tả khoa học đầu tiên năm 1894.